# Ahegao
Ahegao (jap. アヘ顔) – japoński termin pornograficzny używany do opisania wyrazu twarzy postaci (zwykle kobiecej) podczas podniecenia seksualnego lub orgazmu, przedstawiana głównie w japońskich grach dla dorosłych (eroge), mandze i anime (hentai). Często odnosi się do trzech punktów: białek oczu, wysuniętego języka i ślinienia się.

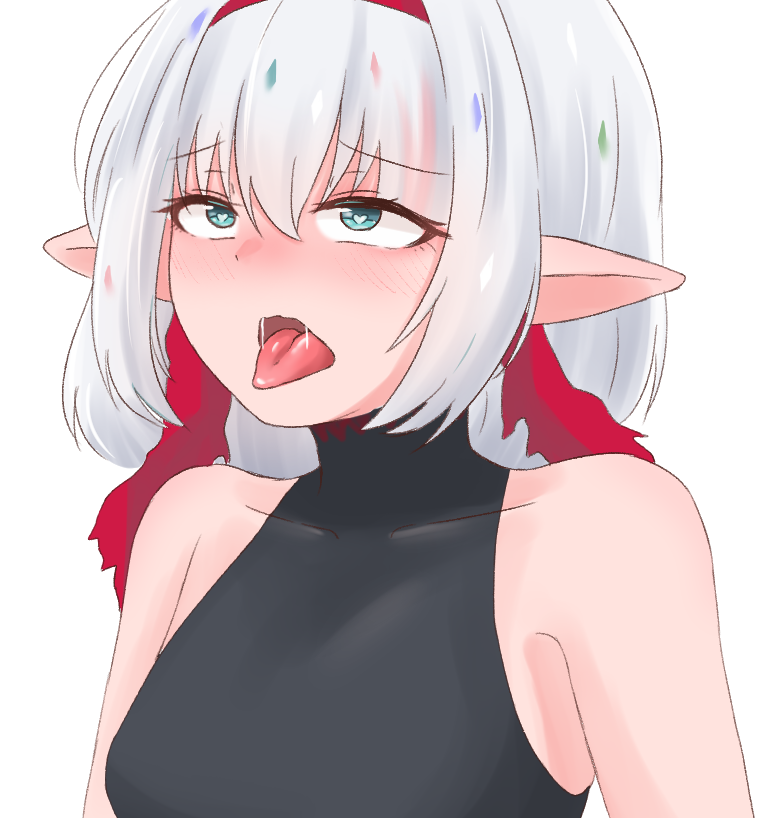
Wyraz twarzy Ahegao

Ahegao jest również powszechne wśród miłośników japońskiej kultury erotycznej. Można również spotkać wiele ubrań z nadrukowanymi postaciami z mangi i anime w tym stylu. Mówi się także o naśladowaniu mimiki.

## Etymologia
Pierwsza część terminu ahe (katakana: アヘ, niewyrażana w kanji) jest skrótem od aheahe (アヘアヘ), onomatopeicznego słowa oznaczającego „sapanie” lub „jęk”; druga, gao lub kao (顔), oznacza „twarz” w kanji. Ahegao można zatem interpretować jako „jęczącą twarz”, „dyszącą twarz”, lub bardziej luźno jako „dziwną twarz”.

## Opis
Typowe cechy obejmują wywracanie oczami lub zez, wysunięty język i zaczerwienione policzki. W scenach ogólny kształt twarzy osoby może być zniekształcony. Postacie są często celowo przerysowane, aby stworzyć surrealistyczny efekt.

Belle Delphine z wyrazem twarzy Ahegao

Twarze o różnym stopniu zniekształcenia są używane do wskazania stopnia podniecenia seksualnego. Ahegao wskazuje, że im bardziej postać traci kontrolę nad wyrazem twarzy, tym silniejsza jest odczuwana przyjemność.
Chociaż termin ahegao jest często używany w mandze, anime i pornograficznych grach wideo, nie ogranicza się wyłącznie do produkcji hentai. Ahegao pojawia się również w wielu produkcjach dla dorosłych jako część pornograficznych parodii.
W książce „The History of Hentai Manga”, badacz mangi hentai Kimi Rito stwierdza, że istnieją trzy cechy twarzy ahegao, które odróżniają ją od innych wyrazów twarzy „ikigao” (イキ顔, いきがお; twarz orgazmu).
- 1. Białka oczu są widoczne lub prawie widoczne. Oczy te nie są „oczami gwałtu” (レイプ目; reipu-me), w których źrenica nie jest widoczna.
- 2. Otwarte usta i wysunięty język.
- 3. Często widoczne są ślina, śluz, pot i inne płyny ustrojowe.